# قاسم أباد (توجردي)
قاسم أباد (بالفارسية: قاسم‌آباد) هي منطقة سكنية تقع في إيران في قسم توجردي الريفي. يقدر عدد سكانها بـ 460 نسمة .